# Harvard Mark IV
L'Harvard Mark IV era un computer costruito dall'Università di Harvard sotto la supervisione di Howard Aiken per l'United States Air Force. Il sistema venne completato nel 1952 e rimase ad Harvard dove venne usato intensamente dall'Air Force.
Il Mark IV era un sistema totalmente elettronico, usava una memoria a tamburo ed aveva 200 registri formati da una memoria a nucleo magnetico in ferrite (uno dei primi computer ad usarli). Il computer separava i dati dalle istruzioni e utilizzava quella che è nota come architettura Harvard.
Alla realizzazione di questo computer prese parte anche l'ingegnere Michele Canepa dell'Olivetti, su incarico dell'Istituto nazionale per le applicazioni del calcolo.  Al suo ritorno, nel 1952, egli avrebbe dovuto costruirne uno simile in Italia per l'INAC. Nonostante la disponibilità di  Howard Aiken a fornire la propria consulenza e di Adriano Olivetti a finanziare per metà il progetto, questo si arenò per mancanza di finanziamenti pubblici.